# Дитрих VII фон Кирхберг
Дитрих VII фон Кирхберг (на немски: Dietrich von Kirchberg; † 1455) е бургграф на Кирхберг в Кранихфелд, Тюрингия.

## Произход
Той е големият син на бургграф Албрехт III фон Кирхберг († 1427) и първата му съпруга Маргарета фон Кранихфелд († сл. 1417), наследничка на Кранихфелд, дъщеря на Херман IV фон Кранихфелд-Шауенфорст († 1383) и София фон Шварцбург-Вахсенбург († сл. 1361).
Брат му Хартман II († 1462) е бургграф на Кирхберг-Алтенберга-Фарнрода.

## Фамилия
Дитрих VII фон Кирхберг се жени за Агнес фон Шьонбург-Глаухау († 1417), дъщеря на Файт I фон Шьонбург-Глаухау-Валденбург († пр. 1422) и Юта фон Лайзниг († 1420). Те имат децата:
- Албрехт IV фон Кирхберг († 1471), бургграф на Кирхберг, женен за Катарина фон Гройс († ок. 1477)
- Маргарета
- София
- Анна
- Агнес